# Walter Wittenberger
Walter Wittenberger (* 10. September 1910 in Bensen; † 8. Januar 1998 in Frankfurt am Main) war ein deutscher Chemiker und Sachbuchautor.

## Leben
Walter Wittenberger wurde 1910 in Bensen geboren und studierte Chemie an der Deutschen Technischen Hochschule Prag, wo er auch promovierte. Anschließend war Wittenberger ab 1935 als Chemiker in Laboren sowie beim Österreichischen Verein für Chemische und Metallurgische Produktion tätig. Ab 1948 wohnte er in Schweden, zog jedoch 1951 nach Offenbach am Main und war bis zu seiner Pensionierung als Chemiker bei Hoechst angestellt.
Wittenberger veröffentlichte mehrere Fachbücher auf dem Gebiet der Chemie, die in mehreren Auflagen erschienen, sowie mehrere wissenschaftliche Fachbeiträge und über 1300 kürzere Beiträge. Daneben widmete er sich auch der Botanik, insbesondere der Flora von Erzgebirge und Elbsandsteingebirge. Ehrenamtlich engagierte er sich außerdem im Naturschutz. So war er von 1968 bis 1982 Vorsitzender und ab 1988 Ehrenmitglied des Offenbacher Vereins für Naturkunde und von 1963 bis 1981 Mitglied der Naturschutzstelle der Stadt Offenbach. Für sein Engagement im Naturschutz wurde er schließlich 1980 mit dem Ehrenbrief des Landes Hessen geehrt.

## Publikationen
- Walter Wittenberger: Chemische Laboratoriumstechnik. Ein Hilfsbuch für Laboranten und Fachschüler. 7. Auflage. Springer, Wien 1973, ISBN 978-3-211-81116-0.
- Walter Wittenberger: Die Ausbildung der technischen Hilfskräfte des Chemikers. Bertelsmann, Bielefeld 1954 (Link zur Deutschen Nationalbibliothek).
- Walter Wittenberger: Chemische Betriebstechnik. Ein Hilfsbuch für Chemotechniker und die Fachkräfte des Chemiebetriebes. 3. Auflage. Springer, Wien 1974, ISBN 978-3-211-81245-7.
- Walter Wittenberger: Rechnen in der Chemie. Grundoperationen, Stöchiometrie. 15. Auflage. Springer, Wien 1985, ISBN 978-3-211-26554-3.